# Ron van Roon
Ron van Roon (Montreal, 1953) is een Nederlands grafisch ontwerper.

## Biografische schets
Van Roon werd geboren in Canada en verhuisde op zijn tiende met zijn ouders naar Nederland. Hij studeerde vrije grafiek aan de Rietveld Academie in Amsterdam. Hij verscheen voor het eerst op tv bij een commercial van een frisdrankmerk. In 1981 ging hij aan de slag bij de NOS, waar hij bij de grafische afdeling ging werken. Hij ontwierp daarnaast ook omslagen voor de VPRO Gids en illustraties voor NRC Handelsblad. Voor de tv programma's  Haagse bluf, Het korte spel, 5 minuten bedenktijd, BV Nederland en Films & fans. maakte hij de huisstijl. In 1984 kwam hij in contact met Stephen Emmer samen maakte ze de leader voor het tv-programma Kwartslag. In 1985 ontwierp hij samen met Ko Sliggers de lp hoes van Kinderen voor Kinderen 6.
In 1986 werd hij gevraagd als ontwerper van de nieuwe leader van het NOS journaal. Joop Stokkermans componeerde hiervoor de muziek. Deze leader was de eerste die met een computeranimatie werd gemaakt. Hierna ging hij aan de slag als zelfstandig ontwerper. Hij maakt onder meer illustraties voor websites, boeken, tijdschriften en cd hoesjes. Ook schrijft hij vele blogs. Samen met Bart Rouwhorst hebben ze een eigen grafisch ontwerpbureau.

## Werk (selectie)

### Tv-programma's
- Onderste boven (1980)
- Kwartslag (1984)
- NOS journaal (1986)
- Haagse bluf
- Het korte spel
- 5 minuten bedenktijd
- BV Nederland
- Films & fans

### CD-hoezen
- Vic van de Reijt presenteert...
- Drs. P, Compilé Complé
- Kinderen voor Kinderen 6
- Paul de Leeuw, Honderd uit één
- Raymond van het Groenewoud, Omdat ik van je hou
- Hier is... Adriaan van Dis
- Streetlife i.s.m. Toni Mulder
- Cuby & The Blizzards
- De Dijk, Voor de tover

### Boekomslagen
- Michel Houellebecq & Martin de Haan (vertaler): o.a. De kaart en het gebied, Onderworpen, Serotonine en Vernietigen